# Carlos Javier Weber
Carlos Javier Weber (Buenos Aires, 1966) es un deportista argentino dedicado al vóley que ganó la medalla de bronce en los Juegos Olímpicos de Seúl 1988. También obtuvo dos diplomas olímpicos, al salir octavo en los Juegos Olímpicos de Atlanta 1996 y cuarto en Sídney 2000. Durante siete años fue capitán del seleccionado argentino. Obtuvo la medalla de oro en los Juegos Panamericanos de 1995 y la de bronce en 1991. Fue una vez campeón panamericano y cinco veces campeón sudamericano. En el año 2000 obtuvo el Premio Konex - Diploma al Mérito como uno de los 5 mejores voleibolistas de la década en Argentina.
Jugó en Argentina, Italia y Brasil. En 1998 y 1999 fue premiado como el mejor jugador de la Superliga Brasileña. En el último año de su actuación como jugador se desempeñó también como director técnico de su equipo, Unisul de Brasil, con el que salió campeón al año siguiente y en 2005. En 2005/2006 ganó la Liga de Grecia dirigiendo al Panathinaikos y en las temporadas 2007/2008, 2008/2009 y 2009/2010 fue campeón de la Liga Argentina de Clubes como entrenador del Club Ciudad de Bolívar.
En 2008, fue designado director técnico de la selección argentina, en reemplazo de Jon Uriarte, cargo que ejerció hasta fines de 2013, cuando fue reemplazado por Julio Velasco.
Actualmente es entrenador asistente de la selección masculina de Estados Unidos.

## Medalla de bronce en 1988
En 1988, Carlos Javier Weber integró el equipo de vóley masculino que, el 2 de octubre, obtuvo la medalla de bronce en los Juegos Olímpicos de Seúl 1988, luego de superar a Brasil 3-2 en el partido por el tercer lugar. Los Juegos Olímpicos son considerados la competencia más importante del vóley mundial. Era la única medalla olímpica del vóley argentino, que en Los Ángeles 1984 ya había obtenido diploma olímpico al finalizar en sexto lugar. El equipo argentino estaba integrado por un grupo de jugadores conocidos como Generación del 82, debido a que ese año había alcanzado el tercer puesto en el Campeonato Mundial realizado en Argentina. Se trató también de la primera medalla obtenida en un deporte de equipo colectivo, luego de las medallas de oro obtenidas por el polo en 1924 y 1936, y por el fútbol en 1928. Anticiparía así la tendencia a obtener medallas en otros deportes colectivos como el fútbol, el hockey sobre césped y el básquetbol, a partir de 1996.
La competencia se realizó con doce equipos divididos en dos zonas de seis, en las que debían jugar todos contra todos. Los dos primeros de cada zona clasificaban para las semifinales. En ese momento el reglamento establecía que sólo sumaba puntos en equipo que ganaba con su saque, sistema que años después se modificaría por el actual, que otorga el punto al ganador, sin importar que haya o no sacado. Cada match se jugaba al mejor de cinco sets, de quince puntos cada uno, debiendo el ganador sacar ventaja de dos puntos.
Argentina integró la zona B con Estados Unidos (junto a la Unión Soviética candidatos casi indiscutibles a disputarse la medalla de oro), Holanda, Francia, Japón y Túnez. En los análisis previos Argentina debería disputar con Holanda y Francia la posibilidad de ser escolta de Estados Unidos, asumiendo que los tres perderían su partido contra el equipo estadounidense.
El primer partido lo disputó contra Túnez, el equipo más débil de la zona, ganando tres sets a cero (15-5, 15-11, 15-6); Túnez no habría de ganar ningún set en la competencia. El segundo partido fue contra Japón, ganando 3-1 (15-11, 15-12, 1-15, 15-11), pero perdiendo el tercer parcial por un inexplicable 1-15, que podría complicar sus chances de clasificación en caso de un eventual empate en el segundo lugar.
El tercer partido fue contra Estados Unidos, quién a la postre sería el campeón olímpico. La expectativa previa era intentar ganar algún set, que le permitiera a la Argentina recuperar el que perdió contra Japón. Argentina sin embargo sorprendió a todos ganando los dos primeros sets por 11-15 en ambos casos. En el tercer set Estados Unidos pareció comenzar a imponer su superioridad al ganarlo 15-4. Pero Argentina recuperó el nivel en el cuarto set y estuvo a punto de ganar el match, cuando llegaron empatados a 15, momento en el cual Estados Unidos logró ganar su punto de saque, para ganar el parcial y empatar el partido 2-2. En el último set la Argentina no pudo mantener su nivel y terminó cayendo finalmente 15-7.
El cuarto partido era el partido decisivo por la clasificación contra Holanda, que le había ganado a Francia 3-1 y también la había sacado un set a Estados Unidos. Se anticipaba un encuentro muy disputado, pero la Argentina venció con contundencia en tres sets (15-11, 15-7, 15-8), ubicándose segunda en la zona y asegurándose la clasificación.
El quinto y último partido fue contra Francia, pero la Argentina ya estaba clasificada, debido a lo cual jugó con menor intensidad, cuidando a los jugadores para la etapa siguiente. Francia ganó entonces en tres sets corridos (15-7, 15-5, 15-5).
En la semifinal el equipo argentino debió enfrentar a la Unión Soviética, mientras que en la otra semifinal Estados Unidos enfrentaría a Brasil; los equipos del norte eran amplios favoritos y todos los observadores esperaban un enfrentamiento en la final de las dos superpotencias.
Los dos primeros sets fueron muy disputados: el primero fue ganado por los soviéticos 15-11 y el segundo llegó empatado a 15, momento en que recién los soviéticos lograron sacar una luz, para imponerse 17-15. En el tercer set Argentina pareció sentir el impacto de haber perdido el segundo set y la Unión Soviética terminó ganando su pase a la final al vencer 15-8.
Argentina y Brasil, un clásico sudamericano, debieron enfrentarse entonces la medalla de bronce. Brasil, una potencia mundial del vóley, había sido medalla de plata en los Juegos anteriores y ganaría la de oro en los siguientes.
El equipo argentino ganó con cierta holgura el primer set 15-10. El segundo set llegó a quince con ambos equipos empatados, pero los brasileños lograron quebrar la paridad para atribuírselo por 15-17. En el tercer set Argentina volvió a imponer su superioridad ganando por una ventaja de 15-8, pero Brasil, una vez más emparejó el marcador al obtener el cuarto set 15-12. En el set final Argentina se mostró superior y alcanzó un marcador de 11-4 que la ponía al borde del triunfo, pero al momento de cerrar los argentinos parecieron sentir el significado de la situación y permitieron la recuperación de Brasil, que ganó cinco puntos seguidos, poniéndose a sólo dos. En ese momento Hugo Conte consiguió ganar el punto para la rotación del saque y a continuación Jon Uriarte y Daniel Castellani bloquearon el re2mate brasileño para ponerse 12-9. En adelante Argentina no permitiría nuevos puntos de Brasil, para ganar 15-9 y obtener el tercer lugar y la medalla de bronce.
El equipo argentino estuvo formado por Daniel Castellani (27), Daniel Colla (24), Hugo Conte (25), Juan Carlos Cuminetti (21), Alejandro Diz (23), Waldo Kantor (28), Eduardo Martínez (26), José de Palma (21), Raúl Quiroga (26), Jon Emili Uriarte (26), Carlos Weber (22) y Claudio Zulianello (23). El director técnico fue Luis Muchaga.
El vóley argentino tendría también actuaciones destacadas en los siguientes Juegos con excepción de Barcelona 1992 y Beijing 2008, saliendo octavos en Atlanta 1996, cuartos en Sídney 2000 y quintos en Atenas 2004, en todos los casos con diploma olímpico.

## Trayectoria

### Como jugador
- River Plate (1973-1985)
- GEBA (1986-1987)
- Club Italiano (1987-1988)
- Leoni Palermo (1988-1989, Italia - A2)
- Lupi Santa Croce (1989-1991, Italia - A2)
- Centromatic Volley Prato (1991-1992, Italia - A1)
- San Giorgio Mestre Venezia (1992-1993, Italia - A2)
- Concavi Napoles (1993-1994, Italia - A2)
- Vélez Sarsfield (1994-1995)
- Chapecó San Pablo (1995-1997, Superliga Brasilera)
- Vélez Sarsfield (1998)
- Ulbra (1998-2000, Superliga Brasilera)
- Unisul (2001)
- Gimnasia y Esgrima de Villa del parque (2007)

### Títulos como jugador
- Serie A2 italiana con Centromatic Volley Prato
- Serie A2 italiana con San Giorgio Mestre Venezia
- Bicampeón con Ulbra de la Superliga de Brasil (1998/99 y 1999/00)
- Copa de Brasil con Unisul 2001/02.

### Como entrenador
- 2003/05 - Unisul (Brasil)
- 2005/06 - Panathinaikos (Grecia)
- 2006/… - Club Ciudad de Bolívar (Argentina)

### Títulos como entrenador
2003/2005 - Unisul (Brasil)
- Subcampeón Superliga Brasilera 2002/2003
- Superliga Brasilera 2003/04
- Super Copa de Campeones 2003/04
- Premio: Mejor entrenador de la Superliga

2005/06 -  Panathinaikos (Grecia)
- Campeón Liga Griega 2005/06
- Subcampeón Copa Griega 2005/06
- Premio: Mejor entrenador de la Liga

2006/... - Club Ciudad De Bolívar (Argentina)
- Copa Grand Prix San Ludgero 2006
- I Copa Internacional Ciudad de Bolívar 2006
- Copa ACLAV 2006/07
- Liga Argentina de Clubes 2006/07
- Premio: Mejor entrenador de la Liga
- Copa 75.º Aniversario Federación Metropolitana 2007
- Supercopa MERCOSUR 2007
- Copa Internacional Courmayeur 2007
- Copa Ciudad de Manacor 2007
- Copa ACLAV 2007/08
- Liga Argentina de Clubes 2007/08
- Premio: Mejor entrenador de la Liga
- II Copa Internacional Ciudad de Bolívar 2008
- Copa World Challenge Club Volleyball 2008
- Copa ACLAV 2008/09
- Copa ACLAV 2009/10

### Logros con la selección argentina
- Medalla de bronce en los Juegos Olímpicos Seúl 1988
- Medalla de oro en los Juegos Panamericanos de 1995
- Medalla de bronce en los Juegos Panamericanos de 1991
- Subcampeón Panamericano 1998
- campeón Sudamericano 1987, 1991, 1993, 1995 y 1999